# Maria-Luisa Floro
Maria-Luisa Floro (nascida em 27 de abril de 1927) é uma ginasta filipina. Ela competiu nos Jogos Olímpicos de Verão de 1964 ao lado de Evelyn Magluyan. Floro foi incluída no Corredor da Fama do Desporto da Far Eastern University.